# Lúcio Antunes
Ulisses Indalécio Silva Antunes más conocido como Lucio Antunes (9 de octubre de 1966, Praia, Cabo Verde) es un director técnico, fue nombrado entrenador de la selección de fútbol de Cabo Verde en julio de 2010. Él condujo a su selección para la Copa Africana de Naciones 2013 por primera vez en su historia.
Antes que a la selección, dirigió a la Selección de fútbol de Cabo Verde Sub-21 y al Académico do Aeroporto. Posteriormente estuvo en el equipo angolano Progresso, para volver al Académico do Aeroporto en la temporada 2015-16.

## Palmarés
Como entrenador
- Juegos de la Lusofonia 2009: Campeón
- Copa Africana de Naciones 2013: Cuartos de final